# Brabant (Solingen)
Brabant ist eine Ortslage in der bergischen Großstadt Solingen.

## Lage und Beschreibung
Der Ort liegt im Westen von Solingen-Ohligs nahe der Stadtgrenze zu Hilden. Brabant erstreckt sich nördlich der Bahnstrecke Düsseldorf–Solingen von der Teichstraße, an der sich der Sportplatz Brabant befindet, bis zur östlich gelegenen Brabanter Straße nahe dem S-Bahn-Haltepunkt Solingen Vogelpark. Das Gebiet um Brabant ist mit einigen Wald- und Wiesenflächen für Ohligser Verhältnisse eher dünn besiedelt. Benachbarte Orte sind bzw. waren (von Nord nach West): Trotzhilden, Kalstert, Broßhaus, Ohligs, Diepenbruch, Potzhof, Honigsheide, Pannenschoppen, Bauermannsheide sowie Heide und Kovelenberg.

## Etymologie
Der Ortsname Brabant (= Ödland) dürfte im Hinblick auf die gleichnamige niederländisch-belgische Landschaft entstanden sein.

## Geschichte
Der Ort entstand vermutlich im 19. Jahrhundert, wobei er auf der Topographischen Aufnahme der Rheinlande von 1824 noch nicht verzeichnet ist. Die Preußische Uraufnahme von 1844 verzeichnet ihn noch unbenannt, in der Topographischen Karte des Regierungsbezirks Düsseldorf von 1871 ist der Ort ebenfalls unbenannt verzeichnet. In der Preußischen Neuaufnahme von 1893 tritt er als Braband in Erscheinung. In der Hofacker-Karte von 1898 ist der Ort als Brabant benannt.
1832 war Brabant Teil der Honschaft Schnittert innerhalb der Bürgermeisterei Merscheid, dort lag er in der Flur III. Ohligs. Der nach der Statistik und Topographie des Regierungsbezirks Düsseldorf als Hofstadt kategorisierte Ort besaß zu dieser Zeit vier Wohnhäuser und drei landwirtschaftliche Gebäude mit 22 Einwohnern, davon sieben katholischen und 15 evangelischen Bekenntnisses. Die Gemeinde- und Gutbezirksstatistik der Rheinprovinz führt den Ort 1871 mit acht Wohnhäusern und 75 Einwohnern auf. Im Gemeindelexikon für die Provinz Rheinland von 1888 werden 14 Wohnhäuser mit 103 Einwohnern angegeben.
Brabant gehörte zur Bürgermeisterei Merscheid, die 1856 zur Stadt erhoben und im Jahre 1891 in Ohligs umbenannt wurde. Die Bahnstrecke Düsseldorf–Ohligs wurde auf dem Abschnitt von Hilden bis Ohligs im Jahre 1894 fertiggestellt. Sie zweigt bei Kottendorf von der Bahnstrecke nach Haan ab und führt südlich unmittelbar an Brabant vorbei. Seit 1979/80 diente sie ausschließlich dem S-Bahn-Verkehr, wird seit Dezember 2022 jedoch auch durch den Düssel-Wupper-Express befahren.
Mit der Städtevereinigung zu Groß-Solingen im Jahre 1929 wurde Brabant ein Ortsteil Solingens. In der Mitte der 1980er Jahre entstand am Brabant ein Sportplatz, der Anfang der 2000er Jahre mit Kunstrasen ausgelegt wurde. Mit fast einer halben Million Euro aus den städtischen Sportpauschalen 2014 und 2015 wurden die zu dem Platz gehörenden Umkleideräume und das Umfeld der Sportanlage saniert und aufgewertet.